# Chrysosplenium lectus-cochleae
Chrysosplenium lectus-cochleae là một loài thực vật có hoa trong họ Saxifragaceae. Loài này được Kitag. miêu tả khoa học đầu tiên năm 1934.